# Sri-Lanka-Ratte
Die Sri-Lanka-Ratte (Srilankamys ohiensis) ist eine Nagetierart aus der Gruppe der Altweltmäuse (Murinae). Sie wurde lange in die Gattung der Echten Ratten (Rattus) eingeordnet, heute jedoch in einer eigenen Gattung, Srilankamys, geführt.
Bei einem gemessenen Exemplar betrug die Kopfrumpflänge 14,5 Zentimeter und die Schwanzlänge 17,3 Zentimeter. Das Fell ist an der Oberseite dunkelgrau und an der Unterseite weißlich-grau gefärbt, die Trennlinie zwischen Rücken- und Bauchfärbung ist scharf, auch der Schwanz ist zweifarbig.
Sri-Lanka-Ratten leben auf Sri Lanka, ihr Lebensraum sind sowohl tiefer gelegene Regenwälder als auch Gebirgswälder bis in 2100 Meter Seehöhe. Sie sind nachtaktiv und leben teilweise in der Erde grabend.
Diese Nagetiere haben ein kleines, durch Waldrodungen bedrohtes Habitat, und werden darum von der IUCN als „gefährdet“ (vulnerable) gelistet. Systematisch bildet die Sri-Lanka-Ratte mit einigen anderen südostasiatischen Altweltmäusen die Dacnomys-Gruppe.